# 중앙인민방송국

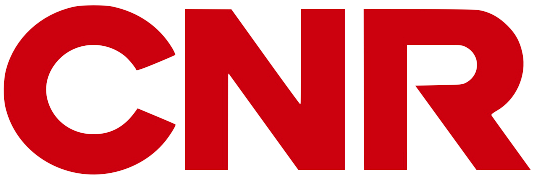
중앙인민방송국의 로고

중앙인민방송국(중앙인민광파전대; 중국어 간체자: 中央人民广播电台, 정체자: 中央人民廣播電臺, 병음: Zhōngyāng Rénmín guǎngbō diàntái 중양런민광보뎬타이[*]; China National Radio; 약칭: CNR)은 중화인민공화국의 국영 라디오 방송국이다.
1940년 12월 12일 중국 옌안(延安)에서 개국하였다. 현재 본사는 중화인민공화국의 수도인 베이징에 있다. 중화인민공화국에서 유일하게 전국을 청취 지역으로 하는 라디오 방송국이다. 한국어, 티베트어, 중국어, 몽골어 등의 언어로 방송하고 있다.

## 연혁
- 1940년 12월 12일 중앙인민방송, 중국 옌안(延安)에서 개국. (당시 연안신화방송국)
- 1949년 3월 25일 베이징으로 이전.
- 1949년 12월 5일 중앙인민방송국으로 개칭.
- 1950년 3월 중화인민공화국 국가신문총서에서 중앙인민방송국에 소수민족방송을 증설하기로 결정.
- 1950년 5월 22일 티베트어 방송 개국.
- 1956년 7월 6일 중앙인민방송 조선어방송 개국. 하루 30분씩 2차례 방송.
- 1960년 12월 5일 당시 극심한 경제사정으로 중화인민공화국 방송사업국에서 기구를 간소화하기로 결정해 소수민족방송을 취소할 것을 중앙선전부에 제기, 중앙인민방송국의 소수민족방송은 전부 폐지됨.
- 1962년 7월 소수민족방송이 폐지되었다는 것을 알게 된 저우언라이총리는 중앙인민방송국 소수민족방송을 회복할 것을 지시함.
- 1972년 8월 1일 중앙인민방송 조선어방송이 재개국함. 하루 45분씩 3차례 방송.
- 1989년 중앙인민방송 조선어방송, 방송사간 변경 하루 60분씩 3차례 방송.
- 2006년 9월 14일 베이징에서 중앙인민방송 조선어방송 개국 50주년 기념대회를 개최함.

## 조선어 방송
중앙인민방송국의 한국어/조선어방송은 1956년 7월 6일 첫 방송을 개시 하였다. 민족의 소리 채널을 통하여 방송하고 있다. 중화인민공화국 내에 거주하고 있는 200여만 명 조선족과 한국인을 주 청취대상으로 하다. 대한민국의 한국방송공사와 북한의 조선중앙방송위원회와 정기적인 교류도 하고 있다.

### 주파수
- 매일 3시간씩 방송

| 한국 표준시 | 중파 주파수 | 단파 주파수 | FM 주파수 |
| 14:00-19:00 | 5975、9785  | 1017、1143  |           |
| 19:00-23:00 | 5975、9785  | 1143        |           |

- 중파 1143 kHz (베이징 지역)
- 중파 1017 kHz (장춘 지역) (러시아 우수리스크에서 송출)
- 단파 (동아시아 지역)

## 방송 채널
총 10개의 채널이 있다. 주파수는 베이징 지역을 기준으로 함.

### 중국의 소리
중국의 소리(CNR 1; 중국어 간체자: 中国之声, 정체자: 中國之聲)는 중화인민공화국 전국을 대상으로 뉴스, 보도를 주로 방송하는 종합방송이다.
| FM 주파수 | 중파 주파수                              | 단파 주파수                                   |
| 106.1 mHz | 540、639、945, 981、1035、1377、1593 kHz | 5030、6000、6030、9500、9645、9860、11750 kHz |

### 경제의 소리
경제의 소리(CNR 2; 중국어 간체자: 经济之声, 정체자: 經濟之聲)는 경제, 과학, 기술, 생활 등의 내용을 방송한다.
| FM 주파수 | 중파 주파수       | 단파 주파수           |
| 96.6 mHz  | 630、720、855 kHz | 3985、9530、17625 kHz |

### 음악의 소리
음악의 소리(CNR 3; 중국어 간체자: 音乐之声, 정체자: 音樂之聲)는 FM으로 방송하는 음악 전문 방송이다.
| FM 주파수 |
| 90.0 mHz  |

### 클래식 음악 방송
클래식 음악 방송(CNR 4; 중국어 간체자: 经典音乐广播, 정체자: 經典音樂廣播)는 베이징 지역에 거주하는 청취자를 대상으로 방송한다.
| FM 주파수 |
| 101.8 mHz |

### 타이해의 소리
타이해의 소리(CNR 5; 중국어 간체자: 台海之声, 정체자: 台海之聲)는 중화민국(타이완)지역과 화교 등 해외에 거주하고 있는 청취자를 대상으로 방송한다.
| 중파 주파수        | 단파 주파수                 |
| 549、765、1116 kHz | 5925、7620、9685、11620 kHz |

### 신주의 소리
신주의 소리(CNR 6; 중국어 간체자: 神州之声, 정체자: 神州之聲)는 신주에 거주하고 있는 청취자를 대상으로 방송한다.
| 중파 주파수   | 단파 주파수                  |
| 684、1089 kHz | 6165、9170、11905、15880 kHz |

### 광둥 홍콩 마카오 대만구의 소리
광둥 홍콩 마카오 대만구의 소리(CNR 7; 중국어 간체자: 粤港澳大湾区之声, 정체자: 粵港澳大灣區之聲)는 홍콩, 마카오를 포함하여 주강 삼각주 지역에 거주하는 청취자를 대상으로 방송한다.
| FM 주파수 |
| 101.2 mHz |

### 민족의 소리
민족의 소리(CNR 8; 중국어 간체자: 民族之声, 정체자: 民族之聲)는 중화인민공화국 내에 거주하고 있는 소수민족을 청취자로 하는 방송이다. 방송 언어는 한국어, 몽골어이다.
| 중파 주파수                | 단파 주파수                 |
| 1017, 1143、1305, 1476 kHz | 6010、7350、9890、11720 kHz |

### 문예의 소리
문예의 소리(CNR 9; 중국어 간체자: 文艺之声, 정체자: 文藝之聲)는 문예에 관한 내용을 전문적으로 방송한다.
| 중파 주파수 |
| 747 kHz     |

### 노인 방송
노인 방송(CNR 10; 중국어 간체자: 老年之声, 정체자: 老年之聲)은 노년층을 대상으로 하는 프로그램을 중점적으로 편성한다.
| 중파 주파수 |
| 1053 kHz    |

### 티베트어 방송
티베트어 방송(CNR 11; 중국어 간체자: 藏语广播, 정체자: 藏語廣播)
| 중파 주파수 |
| 1098 kHz    |

### 읽다 소리
읽다 소리(CNR 12; 중국어 간체자: 阅读之声, 정체자: 閱讀之聲)
| 중파 주파수 |
| 747 kHz     |

### 위구르어 방송
위구르어 방송(CNR 13; 중국어 간체자: 维吾尔语广播, 정체자: 維吾爾語廣播)
| 중파 주파수 |
| 1098 kHz    |

### 홍콩의 소리
홍콩의 소리(CNR 14; 중국어 간체자: 香港之声, 정체자: 香港之聲)
| FM 주파수 | 중파 주파수 |
| 87.8 mHz  | 675 kHz     |

### 중국 교통방송
중국 교통방송(CNR 15; 중국어 간체자: 中国交通广播, 정체자: 中國交通廣播)
| FM 주파수 |
| 99.6 mHz  |

### 중국 시골의 소리
중국 시골의 소리(CNR 16; 중국어 간체자: 中国乡村之声, 정체자: 中國鄉村之聲)
| 중파 주파수 |
| 720 kHz     |

### 카자흐어 방송
카자흐어 방송(CNR 17; 중국어 간체자: 哈萨克语广播, 정체자: 哈薩克語廣播)
| 중파 주파수 |
| 1008 kHz    |

### 국가 응급 방송
국가 응급 방송(중국어 간체자: 国家应急广播, 정체자: 國家應急廣播)
| 단파 주파수         |
| 9800 kHz、12000 kHz |

## 방송 언어
- 중국어
- 광동어
- 객가어
- 민남어
- 한국어
- 몽골어
- 티베트어
- 카자흐어
- 위구르어

## 같이 보기
- 베이징인민방송
- 연변인민방송